# Soziographie
Soziographie (seltener: Soziografie) ist in der Soziologie des beginnenden 20. Jahrhunderts die empirische Teildisziplin, welche soziale Tatbestände sowohl qualitativ als auch quantitativ und statistisch beschreibt und untersucht. Sie wurde 1931 beschrieben als „die Beobachtung und Erforschung des sozialen Lebens in einem bestimmten Lande oder Landesteil ... so weit wie möglich unter Anwendung der statistischen Methode“.

## Begriffsbildung in den Niederlanden
Der Begriff wurde 1913 von Sebald Rudolf Steinmetz geprägt, dem umstrittenen Begründer der niederländischen Soziologie. Seine soziographische Methode beschrieb Steinmetz in der 1925 gegründeten niederländischen Zeitschrift Mens en Maatschappij. So wie die Ethnographie, die fremde Völker und Kulturen beschreiben und verstehen will, sollte Soziographie dasselbe im Hinblick auf die modernen Gesellschaften leisten. Steinmetz verband damit eine Abkehr von deduktiver Theorie hin zur Sammlung empirischer Fakten, die unter geeigneten Umständen das Material zu induktiven Verallgemeinerungen liefern könnten. Diese methodologische Position hat nicht nur Vorteile, sondern auch Nachteile, was spätere Kritiker nicht versäumt haben hervorzuheben.

## Rezeption durch Soziologen in der Weimarer Republik
Der deutsche Soziologe Ferdinand Tönnies griff (mit einer anderen Zielrichtung als Steinmetz) den Begriff Soziographie 1924 in einem Vortrag auf, der neben einer rein axiomatischen („Reinen“) und einer daraus abgeleiteten („Angewandten“) Soziologie eine sammelnde, statistisch aufbereitende und künftiger Theoriebildung dienende Soziologie postulierte. Tönnies betrieb dieses Fach als Statistiker auch selber; zu diesem Zweck befürwortete er die Einrichtung wissenschaftlich-soziographischer „Sternwarten“. Zusätzlich zur Statistik befürwortete Tönnies einen ethnographischen Ansatz, den er als „das Studium von Land und Leute“ bezeichnete:
„Ich würde sagen: der Soziograph muß auf einen festen Boden stehen, er muß Land und Leute auch anders als durch die Zahlen kennen, die in Büchern ihn anstarren. [...] Es liegt daher nahe, daß der Soziograph möglichst an seine Heimat oder doch an seinen Wohnsitz sich hält, auch wenn er die Methode der Statistik gebraucht, um in diese Zusammenhänge einzudringen.“
Theodor Geiger meinte dazu: „Aber Soziographie ist nicht Statistik. (...) Die Soziographie will heutige oder vergangene Gesellschaft beschreiben, Sie stellt Befunde dar, schildert sie nach ihren Eigenschaften, Merkmalen, Bedeutungen. Sie typisiert; ihre Typen sind Durchschnitts- vielleicht Normaltypen. Die Idealtypen überläßt sie der allgemeinen theoretischen Soziologie.“
Theodor Geiger nannte seine bahnbrechende 1932er Studie Die soziale Schichtung des deutschen Volkes im Untertitel Soziographischer Versuch auf statistischer Grundlage.
Zuvor hatten Ferdinand Tönnies, Rudolf Herberle und der Stadtsoziologe Andreas Walther auf dem 7. Deutschen Soziologentag in Berlin (1930) die „Untergruppe für Soziographie“ ins Leben gerufen.
Noch heute berühmt ist die soziographische (aber auch qualitative Methoden verwendende) Marienthalstudie (1933) von Marie Jahoda, Paul Felix Lazarsfeld und Hans Zeisel; in ihr wurde ein Industriedorf mit hoher Arbeitslosigkeit empirisch untersucht. Zeisel charakterisierte die angewandte Methode: „Ein systematisches Inventarisieren aller überhaupt zugänglichen Vorgänge, die Zusammenfassung zu komplexen Merkmalen, die statistische Verarbeitung dieser Merkmale und die Auswahl und Zusammenfassung der so gewonnenen Daten nach bestimmten Gesichtspunkten“. Soziographie und empirische Sozialforschung wurden dabei als identisch angesehen: im Anhang der Marienthal-Studie stellte Zeisel die „soziographische Methode“ als „empirische Sozialforschung“ dar.

## Soziographische Erhebungen in der Zeit des Nationalsozialismus
Die Anwendung und Fortentwicklung soziographischer Verfahren wurde in der Zeit des Nationalsozialismus akzeptiert, aber nur wenn sie dem NS-Regime Nutzen versprach. So wurde Rudolf Heberles soziographische Analyse zum Aufkommen des Nationalsozialismus in Schleswig-Holstein aus dem Jahr 1934 erst 1963 in der Bundesrepublik gedruckt, nachdem eine englischsprachige Bearbeitung bereits 1945 publiziert worden war.
Dessen ungeachtet konnte etwa der Sozialwissenschaftler und Politikberater Ludwig Neundörfer von Mitte der 1930er Jahre an (bis in die 1970er Jahre der Bundesrepublik) Soziographie betreiben. 1943 gründete Neundörfer gemeinsam mit der Reichsarbeitsgemeinschaft für Raumforschung das Soziographische Institut in Frankfurt am Main. Es wurde durch mehrere hunderttausend Reichsmark Forschungsgelder gestützt. Wie zahlreiche weitere Sozialwissenschaftler begründete Ludwig Neundörfer die Notwendigkeit soziographischer Forschung im Nationalsozialismus mit der – bisher – angeblich unzureichenden Tauglichkeit rein (sozial-)statistischer Erhebungen. Die Soziographie könne den ab 1933 gebotenen politischen Zwecken und Zielen politischer Planung (v. a. der Raumplanung) besser dienen. Gerade die größere Zielgenauigkeit soziographischer Analysen und ihre Überlegenheit über rein sozialstatistische Arbeiten war Neundörfers Anliegen. Die Raumforschung erwies sich generell als ein Forschungsverbund, in dessen Rahmen  soziographische Erhebungen geleistet wurden. Bereits in seinen ersten empirischen Erhebungen während des „Dritten Reiches“ schrieb Ludwig Neundörfer:
„Es gibt heute in Deutschland eine Statistik, die mit großem Apparat und erstaunlich ausgewogenen Methoden arbeitet, aber für den Planer unergiebig ist. (...) Es fehlt allen diesen Zahlen, daß man sie aufeinander beziehen kann, und zwar da, wo die einzelnen Tatbestände in Wirklichkeit zusammentreffen. Das ist zunächst im Haushalt, als der Wirtschaftsform der kleinsten Zelle des Volkes: der Familie.“
Soziographische Methoden wurden auch durch andere Sozialwissenschaftler und Soziologen übernommen. In der Agrarsoziologie bedienten sich etwa Gerhard Wurzbacher, Adolf Münzinger, Max Ernst Graf zu Solms-Rödelheim, Karl Seiler oder Hans Linde soziographischer Erhebungen. Auch gab es sinnverwandte Gemeindestudien, besonders in Eifel und Hunsrück, die unter der Direktion der Kölner Soziologen Leopold von Wiese und Walther Herrmann betrieben wurden.
Der Hamburger Stadtsoziologe Andreas Walther setzte seine soziographischen Arbeiten im Nationalsozialismus fort – im Dienste des Regimes.
Zudem forderte Karl Heinz Pfeffer im Jahr 1939 die Anhänger der vorherigen Formalsoziologie dazu auf, sich wenigstens durch eine Hinwendung zur Soziographie in die Zwecke des NS-Regimes einbinden zu lassen: 
"Die Einzelarbeit läßt sogar den weiteren Einsatz von Mitarbeitern zu, die früher ohne klare Entscheidung im Zeitalter der bürgerlichen Gesellschaft Tatsachen sammelten. Einzelne dieser Soziologen setzen auch heute noch in Deutschland die Formalsoziologie alter Schule fort, wenn auch mit einem oft ausgewechselten Wortschatz. (...) Fruchtbarer als in diesen Bemühungen um die Fortführung einer Formalsoziologie setzt sich die 'alte' Soziologie dort ein, wo sie ihre Erfahrungen bei der nüchternen Aufnahme sozialer Tabestände, bei der 'Soziographie', zur Verfügung stellt."

## Soziographie in den Niederlanden
Die Soziographie erzielte zudem ihre wichtigsten Erfolge in den Niederlanden, wo zwischen etwa 1925 und 1970 eine große Zahl an sozialgeographischen und soziologischen Regionalmonographien sowie einige Handbücher erschienen. Sie wurde hier eher, wie die deutsche Landeskunde, im empirisch-beschreibenden und historisch-geographischen statt im statistischen Sinne betrieben. Soziographie wurde damit als „räumliche Sozialforschung“ begriffen; ihre Arbeit „sollte sich auf Grund dessen dem ganzen Bereich des sozialen Lebens witmen“, mit dem Ziel „das Kennen eines Gebietes und seiner Bevölkerung“.

## Weitere Varianten
Eine klassische Regionalmonographie aus der Tradition „räumlich begriffener Soziographie“ ist Adolf Günthers Die alpenländische Gesellschaft (1930). Im Grenzfeld zwischen Soziologie und Geographie bewegte sich früh Hans Bobek, der als Mitbegründer der Sozialgeographie im deutschsprachigen Raum gilt.
Im kirchlichen Bereich wurden soziographische Verfahren zur Analyse der Mitgliederentwicklung und Mitgliederzusammensetzung angewendet.
In Deutschland wurde die Soziographie „de facto weiterbetrieben aufgrund der didaktischen Notwendigkeit, die Sozialstruktur bestimmter Länder oder Regionen zusammenfassend darzustellen.“ Die Aufgabe der Soziographie, Sozialdaten zu sammeln, ist heute in Deutschland (2009) teilweise auf die Statistischen Landesämter, teilweise auf kommerziell betriebene Umfrageinstitute, übergegangen.